# Basilica Aemilia
Basilica Aemilia, Basilica Paulli – bazylika znajdująca się w północno-wschodniej części Forum Romanum w Rzymie.
Bazylika została wzniesiona na miejscu wcześniejszej Bazyliki Fulvia z 179 roku p.n.e. Jej budowę rozpoczął w 55 p.n.e. Lucjusz Emiliusz Lepidus Paullus, ukończona została jednak dopiero przez jego syna w 34 roku p.n.e. Zaledwie dwadzieścia lat później budowlę strawił pożar, po którym została odbudowana i, jak świadczy zachowana fragmentarycznie inskrypcja, poświęcona w 2 roku p.n.e. wnukom Augusta, Gajuszowi i Lucjuszowi. W 22 roku n.e. bazylika została odrestaurowana przez Marka Emiliusza Lepidusa.
Pliniusz Starszy (Historia naturalna 36,24) uważał Bazylikę Aemilia za jedną z najwspanialszych budowli w Rzymie. Jej główną nawę obiegał dwukondygnacyjny portyk, którego kolumny, jońskie w dolnej i korynckie w górnej kondygnacji, wzniesiono z marmuru importowanego z wybrzeży Azji Mniejszej. Fasadę zdobił fryz ozdobiony płaskorzeźbami przedstawiającymi wydarzenia z mitycznych początków Rzymu, takie jak porwanie Sabinek czy zdradę Tarpei. Jego pozostałości znajdują się obecnie w zbiorach Antiquario Forense.
Bazylika została poważnie zniszczona podczas zdobycia Rzymu przez Wizygotów w 410 roku. Częściowo odrestaurowana pełniła dalej swoją funkcję do 847 roku, kiedy to zawaliła się podczas trzęsienia ziemi. Ruiny przetrwały do czasów renesansu, kiedy to na początku XVI wieku rozebrano je na budulec. Widoczne dzisiaj pozostałości bazyliki odsłonięte zostały w trakcie przeprowadzonych pod koniec XIX i na początku XX wieku prac archeologicznych.